# Eberhard I. von Waldburg zu Zeil und Wurzach
Eberhard I. von Waldburg-Zeil-Wurzach, vollständiger Name: Eberhard I. Albert Ernst Wunibald Maria von Waldburg-Zeil-Wurzach (* 20. Dezember 1730 in Wurzach; † 23. September 1807 ebenda) war von 1803 bis 1807 der erste Fürst von Waldburg-Zeil-Wurzach.

## Leben
Fürst Eberhard I. war der erstgeborene Sohn des Grafen Franz Ernst Joseph Anton von Waldburg-Zeil-Wurzach (1704–1781) und der Gräfin Marie Eleonore von Königsegg und Rothenfels (1711–1766), Tochter des Grafen Albrecht Eusebius Franz von Königsegg und Rothenfels (1669–1763) und Clara Philippina Felicitas Gräfin von Manderscheid und Blankenheim (1667–1751).

## Ehe und Nachkommen

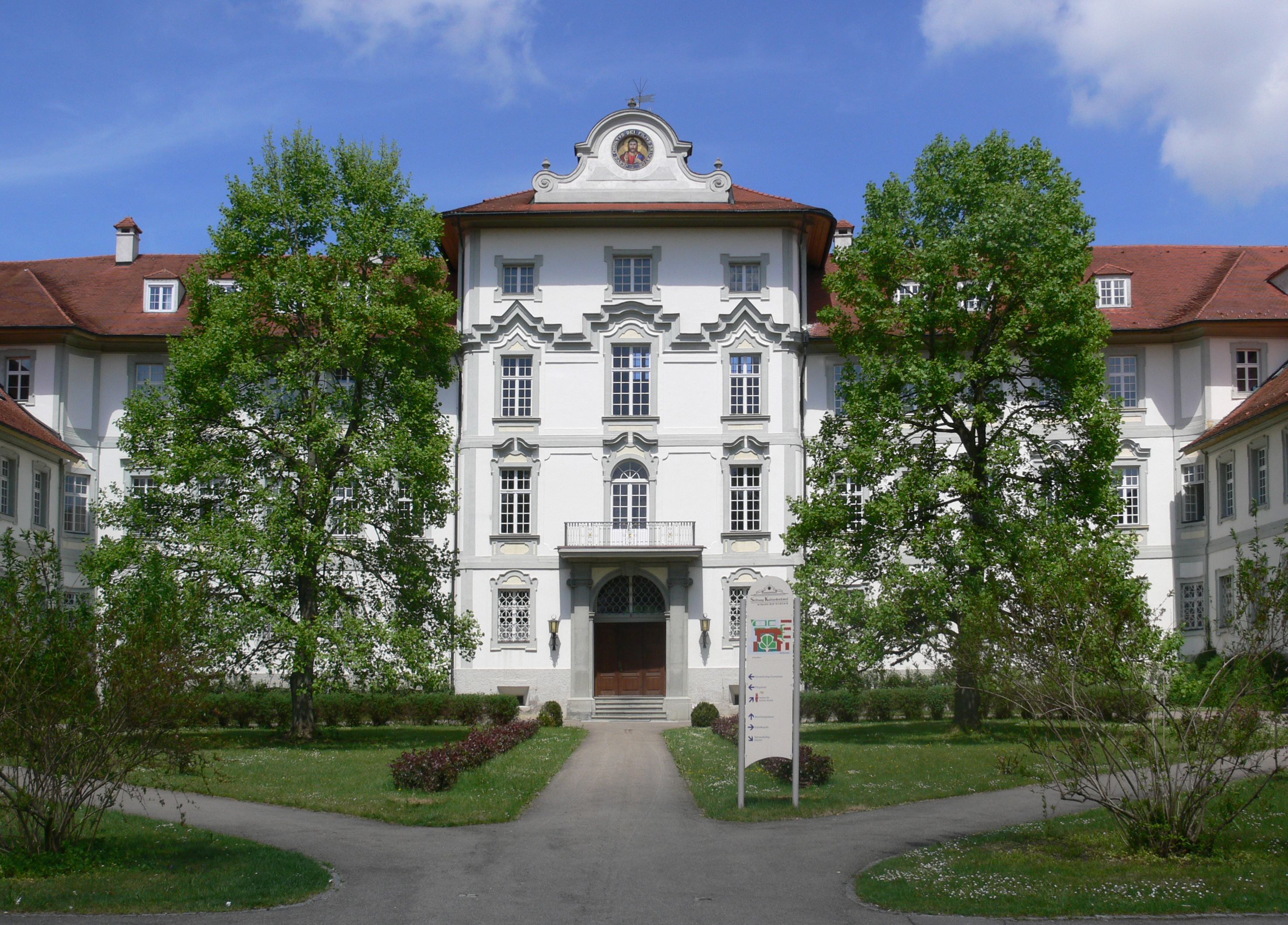
Schloss in Bad Wurzach

Fürst Eberhard I. heiratete am 6. Mai 1767 Gräfin Maria Katharina Fugger von Kirchberg und zu Weissenhorn und Glött (* 6. Juni 1744; † 4. April 1796), Tochter des Grafen Sebastian Franz Xaver Joseph Fugger von Kirchberg und zu Weissenhorn und Glött (* 26. Januar 1715; † 1. September 1763) und der Gräfin Maria Anna Elisabeth Gabriele von Firmian (1722–1782). Das Paar hatte zwölf Kinder:
- Elisabeth (* 1768),
- Leopold (1769–1800)[2],
- Theresia (* 1770),
- Karl (1772–1840),
- Joseph (* 1773),
- Maria Antonia (1774–1814),
- Friedrich (1775–1776),
- Maximiliana Johanna (1776–1836),
- Eberhard (1778–1814)[3],
- Maria Kunigunde (1781–1842),
- Maria Johanna (1782–1818),
- Maria Walpurga (1785–1806).

Der älteste Sohn des Fürsten Eberhard, Erbgraf Leopold (1769–1800), wurde auf dem Schlosshof von Wurzach versehentlich von österreichisch-ungarischen Husaren des Regiments Vécsey mit mehreren Säbelhieben getötet, da diese ihn für einen feindlichen französischen Offizier gehalten hatten. Der gefallene Erbprinz ließ seine Gattin Marie Walburgis geborene Gräfin Fugger-Babenhausen mit fünf Kindern zurück. Nachfolger des Fürsten Eberhard wurde deshalb im Jahre 1807 sein noch minderjähriger Enkel Leopold (1795–1861).